# Abou Saïd Uthman Ier
Abu Saïd Uthman I (en arabe : أبو سعيد عثمان الأول), de son nom complet Abu Saïd Uthman ibn Yaghmoracen, est le deuxième sultan zianide du royaume de Tlemcen. Il règne de 1283 à 1303, et sera remplacé par son fils, Abou Zayyan I.

## Biographie
Abu Saïd Uthman I succède à son père Abu Yahya Yaghmurasen ibn Zayyan (1236–1282) en tant que souverain de la dynastie zianide. Abu Saïd est décrit comme étant un homme brave, et l'un des plus redoutables des guerriers de sa tribu. Il annexe à son empire tous les pays de ses ennemis et défends les terres de ses sujets. Son empire était luxueux et les villes étaient bien administrées. À travers des mariages avec les Hafsides, il parvient à établir de bonnes relations avec ses voisins de l'est. Ceci permet à Uthman I de résister les attaques des Mérinides de Fès. Les combats conduisent à des résultats dévastateurs dans son empire. Le siège de Tlemcen par les Mérinides est maintenu de 1299 jusqu'en 1307. Durant ce temps-là les Mérinides construisent la ville de al-Mansura, qui servira quelquefois comme résidence des souverains Mérinides. Malgré la supériorité des Mérinides, les zianides parviennent à s'affirmer, ce qui démontre le soutiens que la population de l'empire avait pour la dynastie.
Uthman I n'a pas vécu jusqu'à la fin du siège. C'est sous son successeur Abou Zayyan I Muhammad (1303-1308) que les Mérinides se retirent à Al-Maghrib al-Aqsa après la mort de leur sultan à la suite de querelles dynastiques.

## Expéditions
Uthman I était un guerrier, il participa à plusieurs sièges et batailles, renforcent son autorité dans son empire contre ses rivaux (principalement les Mérinides).
- En 1287 il prend la ville de Mâzoûna (se situant sur le bord droit de la  rivière du Chelif des Maghrawa et met sous siège la ville de Taferdjint (ville qui n'existe plus, probablement sur le bord gauche de la rivière du Chelif  dans le pays des Toudjin).
- En 1290–91, le roi de Tlemcen lance une autre expédition contre les Toudjin. Il marcha victorieusement à travers leur pays, prenant le contrôle des montagnes du Wâncharis, leur refuge. Uthman I prend les femmes et le fils de Mohammed Ibn‘Abd el-Qawi en tant que prisonniers, mais change d'avis et les renvois à leur domicile.
- En mai 1289, Le sultan prend la ville de Ténès des Maghrawas et des Toudjin la ville de Médéa[1].
- Le sultan Mérinide Abu Yaqub Yusuf an-Nasr marche contre Tlemcen et camp pas loin de la ville le Mardi 25 juillet 1290. Le 27 septembre il rentre vers sa capitale après de combats féroces et d'attaques mémorables.
- Durant le 18 août de la même année, Abou Sa'id attaque les Maghrawas qui avaient établi des relations avec le souverain Mérinide durant le siège, il conquit leur pays et les force à l'obéissance, laissant son fils, Abu Hammu I les commandes de la ville de Chelif. Uthman I rentre à Tlemcen par la suite.
- Le 28 avril 1291, le sultan marche contre les Toudjin une fois encore, il tue leur roi et dévasta leur pays puis rentre à Tlemcen.
- En 1293–94 Abou Sa'id prend la ville de Brechk se situant à 30 kilomètres à l'ouest de Cherchell et à environ 13 kilomètres à l'est de Ténès des mains de Tsabit ben Mandil of the Maghrawa après 40 jours de siège. Tasbit parvient à s'échapper au Maghreb al-Aqsa par la mer.
- Durant 1295–96, le sultan Mérinide marche contre Tlemcen pour la deuxième fois. Il campe sous les remparts de Nedroma, puis se dirige au Murdjajo (près d'Oran) puis rentre enfin dans son royaume.
- Durant la même année, le sultan de Tlemcen lance une expédition contre les Arabes et camp à Ma Taghalin et mont Ha'nach (probablement près de Constantine) par loin du Sahara et déloge les Arabes de cette région[1].

## Héritage
Abu Saïd Uthman I est considéré comme étant un grand souverain, il parvient à conserver l'intégrité de son empire, repoussant quartes attaques par le Mérinide Abou Ya‘qoûb ben‘Abd el H’aqq (mort durant la 5e) et punit les rebelles qui s'étaient révolté contre lui.